# Kaushal Silva
Jayan Kaushal Silva (* 27. Mai 1986 in Colombo, Sri Lanka) ist ein sri-lankischer Cricketspieler, der zwischen 2011 und 2018 für die sri-lankischen Nationalmannschaft spielte.

## Kindheit und Ausbildung
Silva besuchte das St. Thomas College und war Kapitän in deren Cricketteam. Sein Vater war Cricketcoach.

## Aktive Karriere
Silva gab sein First-Class-Debüt in der Saison 2001/02. In der Folge konnte er sich zunächst bei Basnahira North und dann beim Singhalese Sports Club etablieren und war über viele Jahre dort sehr erfolgreich. Doch blieb ihm zunächst der Weg in die Nationalmannschaft versperrt, unter anderem weil es zu viel Konkurrenz um die Position des Wicket-Keepers dort gab. Er wurde im Juni 2009 für das Nationalteam für die Tour gegen Pakistan nominiert, erhielt dort jedoch keinen Einsatz. Er führte daraufhin das sri-lankische A-Nationalteam an. Weitere Nominierungen folgten, doch sollte es bis zum Oktober 2011 dauern, als er gegen Pakistan sein Test-Debüt gab. Dort konnte er sich jedoch nicht etablieren und wurde kurz darauf wieder aus dem Kader gestrichen.
Als Tillakaratne Dilshan sich aus dem Test-Team zurückzog, gab es bei der Tour gegen Pakistan im Dezember 2013 eine Chance für ihn ins Team zurückzukehren. Dort gelangen ihm im ersten Test ein Fifty (81 Runs) und im zweiten zwei weitere (95 & 58 Runs). Daran schloss sich die Test-Serie in Bangladesch an, in der ihm ein Century über 139 Runs aus 244 Bällen gelang. In der Saison 2014 erzielte er im ersten Test in England zwei Fifties (63 & 57 Runs). Im weiteren Verlauf der Saison gelang ihm gegen Pakistan ein Weiteres (64 Runs). Im Januar 2015 konnte er in Neuseeland 50 Runs im zweiten Test erreichen. In der Saison 2015 erzielte er im ersten Test gegen Pakistan ein Century über 125 Runs aus 300 Bällen und im zweiten ein Fifty über 80 Runs. Daran schloss sich eine Serie gegen Indien an, wo er ein Half-Century über 51 Runs erzielte.
Im April 2016 wurde er bei einem Trainingsspiel in Kandy von Dinesh Chandimal mit dem Ball am Kopf getroffen und er wurde mit einem Hubschrauber ins Krankenhaus gebracht. Letztendlich wurde er mit einer leichten Gehirnerschütterung einen Tag später wieder entlassen. Bei der folgenden Tour in England gelangen ihm dann zwei Fifties (60 und 79 Runs). Gegen Australien folgte dann ein Century über 115 Runs aus 269 Bällen, womit er den 3–0 Seriensieg sicherstellte. Die Saison 2016/17 begann mit einer Test-Serie in Simbabwe, bei dem ihm ein Fifty über 94 Runs gelang. In der Folge konnte er jedoch nicht mehr herausragen und wurde im November 2017 aus dem Kader gestrichen. Im September 2018 wurde er dann gegen England wieder ins Team zurückgeholt, jedoch konnte er auch hier nicht herausstechen. Er wurde für die Tour in Südafrika im Februar 2019 noch ein Mal nominiert, fand jedoch dabei und auch in der Folge keinen weiteren Einsatz mehr im Nationalteam. Zum Ende der Saison spielte er dann sein letztes First-Class-Spiel für den Singhalese Sports Club.

## Nach der aktiven Karriere
Nachdem er nicht mehr in den Kadern der Nationalmannschaft und dem SSC zu finden war, betätigte er sich als Coach, unter anderem in Australien und einer Cricket-Ackademie in Sri Lanka.